# Boss (Six Flags St. Louis)
Pour les articles homonymes, voir Boss (homonymie).
Boss sont des montagnes russes twister en bois du parc Six Flags St. Louis, situées à Eureka, dans le Missouri, aux États-Unis.

## Statistiques
- Trains : 3 trains avec 6 wagons par train. Les passagers sont placés par deux en deux rangées pour un total de 24 passagers par train. Trains construits par Gerstlauer Amusement Rides GmbH